# Beruri
Beruri là một đô thị thuộc bang Amazonas, Brasil. Đô thị này có diện tích 17251,24 km², dân số năm 2007 là 13180 người, mật độ 0,76 người/km².